# Perissus testaceoapicalis
Perissus testaceoapicalis är en skalbaggsart som beskrevs av Maurice Pic 1935. Perissus testaceoapicalis ingår i släktet Perissus och familjen långhorningar. Inga underarter finns listade i Catalogue of Life.